# Кочубей-Дзбановська Наталія Мефодіївна
Наталія Мефодіївна Кочубей-Дзбановська (1880, Полтавщина — 1930) — українська співачка (сопрано), актриса.

## Життєпис
Закінчила Санкт-Петербурзьку консерваторію.
1890-тих років виступала в українських трупах Панаса Саксаганського, Дмитра Гайдамаки, Олексія Суходольського.
1912–1913 — у трупі Павла Прохоровича.
1913 — у трупі Борченка та ін.
Гастролювала містами України, Росії, Закавказзя.
За спогадами Бориса Тягна, 1920-х років керувала Печерським колективом українських артистів у Києві.

## Партії
- Цвіркунка («Чорноморці» М. Лисенка)
- Оксана («Запорожець за Дунаєм» С. Гулака-Артемовського)
- Катерина (однойм. опера М. Аркаса)
- Сотниківна («Вій» М. Кропивницького)
- Галька (однойм. опера С. Монюшка)

## Ролі
- Аза («Циганка Аза» М. Старицького)
- Ярина («Невольник» М. Кропивницького)
- Софія («Безталанна» І. Карпенка-Карого)